# Těhotenské zboží
Těhotenské zboží je druh obchodovatelného sortimentu, který se zaměřuje na období těhotenství.
V rámci těhotenského zboží je možné rozlišovat celou řadu produktů. Zejména se jedná o oblečení pro období samotného těhotenství a dále zahrnuje i oblečení přizpůsobené pro období kojenecké. Mezi konkrétní příklady těchto produktů patří těhotenské kalhoty, těhotenské rifle, těhotenské sukně, těhotenské šaty, kojící a těhotenská trička, kojící a těhotenské tuniky, kojící a těhotenské halenky, těhotenské prádlo, těhotenské silonky, kojící a těhotenská pyžama, župany a další.
Těhotenské zboží bývalo do roku 1989 velice nedostatkovým artiklem[zdroj?]. Ženy tak byly odkázány na šicí stroje nebo švadleny. V devadesátých letech se situace s dostupností těhotenského zboží sice mírně zlepšila, ale cena byla poměrně vysoká a výběr malý[zdroj?]. Po roce 2000 se s rozmachem obchodních center rozšířila i nabídka těhotenského zboží, která však většinou bývá u jednotlivých obchodníků spíše okrajovou záležitostí. S rozvojem obchodování na internetu se do této oblasti dostal i sortiment pro těhotné ženy.